# جنگ داخلی لیبی (۲۰۱۴–۲۰۲۰)
جنگ داخلی لیبی (۲۰۱۴–۲۰۲۰) یا دومین جنگ داخلی لیبی، جنگی در لیبی بود که در ابتدا بین دولت طبرق که از سوی مجلس نمایندگان لیبی منتخب سال ۲۰۱۴ تشکیل شده بود و دولت کنگره ملی مستقر در طرابلس، بر سر کنترل بر سرزمین و منابع نفت لیبی، آغاز شد. دولت طبرق مستقر در شرق لیبی به رهبری ژنرال خلیفه حفتر و با پشتیبانی ارتش ملی لیبی و نیروی هوایی مصر و امارات متحده عربی دولت کنگره ملی را مورد حمله قرار داد. دولت ملی مستقر در غرب لیبی با پشتیبانی شبه‌نظامیان و حمایت قطر، سودان و ترکیه در موضع خود در طرابلس دفاع نمود. دولت ملی موفق شد در مه ۲۰۱۶ مناطقی را که در اختیار داعش بود را بازپس گیرد. در آوریل ۲۰۱۹ دولت ژنرال خلیفه حفتر عملیات تهاجمی غربی را برای تسلط بر طرابلس آغاز کرد. در بحران جدید لیبی که به واسطه حملات خلیفه حفتر صورت گرفته تا ماه مه ۲۰۱۹ بیش از ۵۰۰ نفر کشته‌اند.
روز یکشنبه ۱۹ ژانویه ۲۰۲۰ برلین میزبان کنفرانسی به منظور بررسی تحولات لیبی بود، این کنفرانس با شرکت پشتیبانان اصلی هر دو جناح درگیر در لیبی برگزار شد، به گفته آنگلا مرکل توافق شد تا آتش‌بس دائمی برقرار شده و حل و فصل اختلافات به صورت سیاسی ادامه پیدا کند و کمیته‌ای متشکل از ۵ نفر از نظامیان هر طرف این درگیری بر آتش‌بس نظارت داشته‌باشند.